# 4000 (số)
4000 (bốn nghìn, hay bốn ngàn) là một số tự nhiên ngay sau 3999 và ngay trước 4001.